# Magellanbeckasin
Magellanbeckasin (Gallinago magellanica) är en nyligen urskild fågelart i familjen snäppor inom ordningen vadarfåglar.

## Utseende och läte
Magellanbeckasinen är en typisk beckasin med lång och rak näbb, satt kropp och korta ben. Fjäderdräkten är kryptiskt tecknad, med kontrasterande ljusa linjer på ansikte och rygg samt vit buk. I flykten syns ett vitt ändband på stjärten. Lätet från marken är ett upprepat "kek kek kek kek", medan den under spelet låter höra ett vibrerande ljud i stammande som alstras av stjärtpennorna.
Arten är mycket lik sydamerikansk beckasin som den tidigare ansågs utgöra en del av. Magellanbeckasinen har jämfört med denna mer rostbrun och mindre svartaktig ovansida, medan undersidan är mer beigefärgad med svagare svarta teckningar. Vingarna är också längre. Spellätet skiljer sig tydligast, med stammande dubblerade toner, ej ett jämnt flöde som ökar i tonlängd.

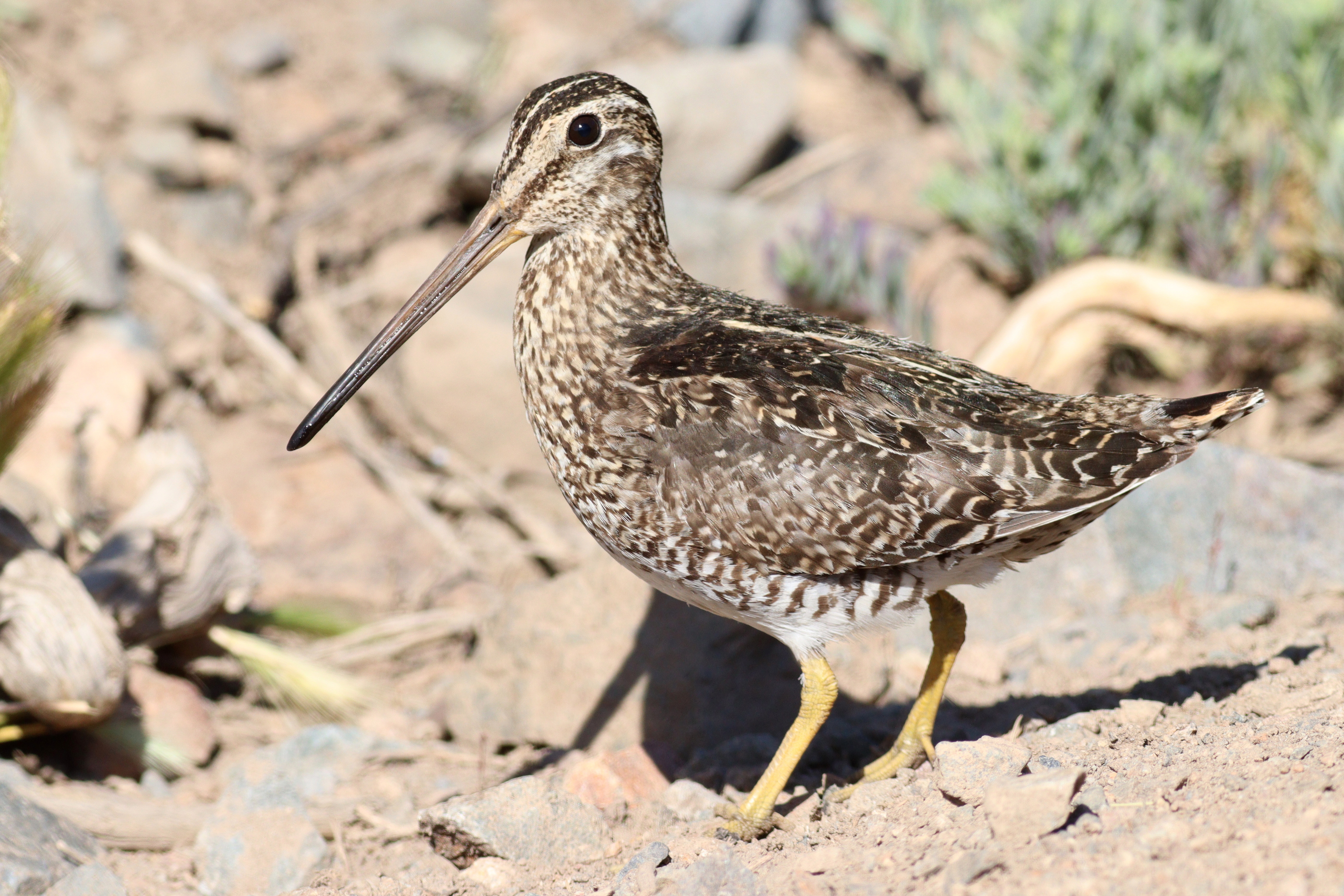

## Utbredning och systematik
Arten förekommer i södra Sydamerika, från centrala Chile och centrala Argentina till Tierra del Fuego och Falklandsöarna. Den är delvis flyttfågel (framför allt på Tierra del Fuego), övervintrande norrut till norra Argentina och Uruguay. Populationen på Falklandsöarna har tidigare noterats endast sommartid, men sentida tecken på flyttning saknas och åtminstone vissa individer övervintrar med säkerhet. 

### Artstatus
Tidigare behandlades den som underart till sydamerikansk beckasin (Gallinago paraguaiae). Sedan 2021 urskiljs den dock som egen art.

## Levnadssätt
Magellanbeckasinen hittas i torvmossar, översvämmade gräsmarker och våtmarker med kaveldun och skogssäv, ibland också i öppna och sumpiga skogar. I södra Patagonien påträffas den ofta i områden med tuvgräs. I Chile har den noterats upp till 2000 meters höjd. Den ses mestadels enstaka och födosöker likt enkelbeckasin genom att borra ner näbben i lera, på jakt efter ryggradslösa djur.

### Häckning
Ägg från magellanbeckasinen har hittats i augusti och november. På Falklandsöarna har ägg eller ungar noterats juli till februari, men huvudsakligen augusti–oktober. Boet placeras i en tuva med högt gräs, vanligen nära vatten. Däri lägger den vanligen två ägg.
s== Status och hot ==
Arten har ett stort utbredningsområde, men tros minska i antal, dock inte tillräckligt kraftigt för att den ska betraktas som hotad. Internationella naturvårdsunionen IUCN listar arten som livskraftig (LC).